# Самійло Лев Огінський
Самійло Лев Огінський (Самуэль Леў Агінскі, бл. 1595 — 1657) — державний та військовий діяч, урядник Речі Посполитої.

## Життєпис
Походив з білоруського князівського роду Огінських. Син Богдана Огинського, підкоморія троцького, й райни Волович. Народився близько 1595 року. Спочатку здобув домашню освіту, згодом навчався в університеті Франекера в Республіці Об'єднаних провінцій.
Повернувшись до Речі Посполитої, починає державну діяльність. 1619 року оженився на представниці роду Білевичів. 1620 року призначається стольником троцьким. У 1625 році стає ротмістром королівської хоругви. Того ж року після смерті батька розділяє родинні маєтності, отримавши маєтки Огінти і Єв'є в Троцькому воєводстві (батьківська частка), Ліозно та Микулін у Вітебському воєводстві (материнська частка). Невдовзі отримує дорсунішське староство.
Продовжив політику батька щодо захисту православ'я й підтримки братств у Великому князівстві Литовському. У 1627 році був одним з фундаторів Сурдезького Свято-духова монастиря у Вількомирському повіті.
У 1633 року призначається тівуном троцьким. 1635 стає дворянином королівським. У 1637 році засновує Богоявленський монастир у Полоцьку. 1642 року фундував Марковський монастир у вітебському воєводстві. 1644 року за наказом Огінського зведено палац у Вітебську, який до 1800 року був найбільшою громадською будівлею в місті.
У 1650-х роках був серед організаторів оборони Віленського та Троцького воєводств від московських військ. У 1654 році вимушений був перебратися до Вільно. Помер у 1657 року. Поховано у родинній усипальні в Кронах. Згідно духовній грамоті князя, монастирі Мінський, Полоцький, Вітебський, Єв'єський, Віленський, яким члени роду протегували, повинні були отримати по 500 злотих. Понад це належало ще 300 злотих братії Віленського братнього православного монастиря на помин душі похованої там доньки Катерини.

## Родина
Дружина — Софія, донька Яна Білевича
Діти:
- Шимон Кароль (бл. 1625—1694), воєвода мстиславський
- Христина, дружина Дажбога Радзимінського
- Катерина
- Олена (д/н—бл. 1689), дружина: 1) Миколи Старосольського, хорунжого вітебського; 2) Михайла Яна Тишкевича
- Регіна, дружина: 1) Вальтера Корфа, тівуна троцького; 2) Леонарда Габріеля Потія, воєводи вітебського
- Ян (1625—1684), польний гетьман литовський